# Sère-Lanso
Sère-Lanso é uma comuna francesa na região administrativa de Occitânia, no departamento dos Altos Pirenéus. Estende-se por uma área de 4,27 km². Em 2010 a comuna tinha 53 habitantes (densidade: 12,4 hab./km²).